# Kabinett Sorsa IV
Das Kabinett Sorsa IV war das 63. Kabinett in der Geschichte Finnlands. Es wurde am  6. Mai 1983 vereidigt und amtierte bis zum 30. April 1987. Beteiligte Parteien waren Sozialdemokraten (SDP), Zentrumspartei (KESK), Schwedische Volkspartei (RKP) und Landvolkpartei (SMP).

## Minister
| Ressort                                               | Name               | Partei | Amtszeitbeginn   | Amtszeitende       |
| ----------------------------------------------------- | ------------------ | ------ | ---------------- | ------------------ |
| Ministerpräsident                                     | Kalevi Sorsa       | SDP    | 6. Mai 1983      | 30. April 1987     |
| Stellvertretender Ministerpräsident                   | Paavo Väyrynen     | KESK   | 6. Mai 1983      | 30. April 1987     |
| Minister im Büro des Ministerpräsidenten              | Toivo Yläjärvi     | KESK   | 6. Mai 1983      | 30. April 1987     |
| Äußeres                                               | Paavo Väyrynen     | KESK   | 6. Mai 1983      | 30. April 1987     |
| Minister im Außenministerium                          | Jermu Laine        | SDP    | 6. Mai 1983      | 30. April 1987     |
| Justiz                                                | Christoffer Taxell | RKP    | 6. Mai 1983      | 30. April 1987     |
| Inneres                                               | Matti Ahde         | SDP    | 6. Mai 1983      | 30. September 1983 |
| Inneres                                               | Matti Luttinen     | SDP    | 1. Oktober 1983  | 30. November 1984  |
| Inneres                                               | Kaisa Raatikainen  | SDP    | 1. Dezember 1984 | 30. April 1987     |
| Minister im Innenministerium                          | Matti Luttinen     | SDP    | 6. Mai 1983      | 30. September 1983 |
| Minister im Innenministerium                          | Toivo Yläjärvi     | KESK   | 1. März 1984     | 30. April 1987     |
| Verteidigung                                          | Veikko Pihlajamäki | KESK   | 6. Mai 1983      | 30. April 1987     |
| Finanzen                                              | Ahti Pekkala       | KESK   | 6. Mai 1983      | 31. Januar 1986    |
| Finanzen                                              | Esko Ollila        | KESK   | 1. Februar 1986  | 30. April 1987     |
| Minister im Finanzministerium                         | Pekka Vennamo      | SMP    | 6. Mai 1983      | 30. April 1987     |
| Bildung                                               | Kaarina Suonio     | SDP    | 6. Mai 1983      | 31. Mai 1986       |
| Bildung                                               | Pirjo Ala-Kapee    | SDP    | 1. Juni 1986     | 30. April 1987     |
| Minister im Bildungsministerium                       | Gustav Björkstrand | RKP    | 6. Mai 1983      | 30. April 1987     |
| Land- und Forstwirtschaft                             | Toivo Yläjärvi     | RKP    | 6. Mai 1983      | 30. April 1987     |
| Minister im Ministerium für Land- und Forstwirtschaft | Matti Ahde         | SDP    | 6. Mai 1983      | 30. September 1983 |
| Verkehr                                               | Matti Puhakka      | SDP    | 6. Mai 1983      | 30. November 1984  |
| Verkehr                                               | Matti Luttinen     | SDP    | 1. Dezember 1984 | 30. April 1987     |
| Handel und Industrie                                  | Seppo Lindblom     | SDP    | 6. Mai 1983      | 30. April 1987     |
| Minister im Ministerium für Handel und Industrie      | Matti Ahde         | SDP    | 6. Mai 1983      | 30. September 1983 |
| Minister im Ministerium für Handel und Industrie      | Jermu Laine        | SDP    | 6. Mai 1983      | 30. April 1987     |
| Soziales und Gesundheit                               | Eeva Kuuskoski     | KESK   | 6. Mai 1983      | 30. April 1987     |
| Minister im Ministerium für Soziales und Gesundheit   | Matti Ahde         | SDP    | 6. Mai 1983      | 30. April 1987     |
| Minister im Ministerium für Soziales und Gesundheit   | Vappu Taipale      | SDP    | 6. Mai 1983      | 30. November 1984  |
| Minister im Ministerium für Soziales und Gesundheit   | Matti Puhakka      | SDP    | 1. Dezember 1984 | 30. April 1987     |
| Arbeit                                                | Urpo Leppänen      | SMP    | 6. Mai 1983      | 30. April 1987     |
| Umwelt                                                | Matti Ahde         | SDP    | 1. Oktober 1983  | 30. April 1987     |